# 멀티싱크 모니터
멀티싱크 모니터(multisync monitor) 또는 멀티스캔 모니터(multiscan monitor)는 다양한 수평 및 수직 주사 진동수와 적절하게 동기화할 수 있는 모니터이다. 이와 대조적으로, 고정 주파수 모니터들은 특정한 수평/수직 주파수와만 동기화가 가능하므로 유연성에 제약이 있다.
멀티스캔 모니터들은 1980년대 말에 등장하였으며, 컴퓨터들이 PAL, NTSC, CGA를 EGA, VGA, SVGA와 같은 초기 표준에서 옮겨오면서 유연성을 제공하게 되었다. 일반적으로 각기 다른 고정 주파수 모니터가 개개의 표준에 맞추어 필요하였다.
1. PAL, NTSC, CGA: ~15 kHz 수평 주사, 50-60 Hz 수직 주사
2. EGA: ~15 kHz 또는 ~23 kHz 수평 주사
3. VGA: ~31 kHz 수평 주사, 60-70 Hz 수직 주사
4. SVGA: 31 kHz - 100 kHz+ 수평 주사, 50 Hz - 120 Hz+ 수직 주사

SVGA의 도입으로 멀티스캔 모니터들은 다양한 해상도와 화면 재생 빈도를 지원하는 개인용 컴퓨터의 표준으로 되었다. 1990년대 말의 일반적인 화면 해상도는 1024x768의 85 Hz였으며 85 kHz를 초과하는 수평 주사가 필요했으며, 시스템 부팅 중에 POST 디스플레이 및 운영 체제 스플래시 화면은 표준 VGA 31 kHz로 표시되었다. 당시 수많은 MS-DOS 및 마이크로소프트 윈도우 컴퓨터 게임들은 더 나은 호환성, 더 많은 색, 개선된 성능을 위해, 또 프레임 버퍼에 필요한 비디오 메모리를 감소시키기 위해 더 낮은 해상도로 전환되었다.
모니터의 설계에 따라 지원되는 주파수의 종류도 달라질 수 있다. 이를테면 CGA, EGA, VGA 표준용으로 설계된 모니터들은 15 kHz, 23 kHz, 31 kHz의 수평 주사율을 지원하였다. 그 대신 15 kHz에서 31 kHz 사이의 연속되는 범위를 지원하는 모니터도 있었다.
멀티스캔 모니터는 가능한 모든 비디오 형식을 지원할 필요는 없다. 현대의 대부분의 멀티스캔 모니터들은 31 kHz에서 최대 100 kHz+에 이르는, 거의 연속적인 수평 주사 주파수를 지원하며 더 오래된 15 kHz - 23 kHz 표준의 지원은 제외하고 있다.
LCD 모니터들이 일반적으로 다양한 수평 주사율을 허용하지만 수직 주사율에도 동일하게 해당되는 것은 아니다. 대부분의 LCD는 60 Hz에서 70 Hz에 이르는 수직 주사율만 지원한다. 최근 여러 해 동안 게이밍으로 설계된 LCD 모니터들은 120 Hz 이상의 수직 주사율을 제공하여 판매되고 있다. 이 모니터들은 "멀티스캔"이라는 용어 대신 "120 Hz"라는 용어로 광고된다.
멀티싱크는 닛폰 전기의 상표이다. 소니는 "멀티스캔"(Multiscan)이라는 이름을 대신 사용하며 삼성은 "싱크마스터"(SyncMaster)를 사용한다.